# Удриче-Воля
Удриче-Воля (пол. Udrycze-Wola) — село в Польщі, у гміні Старе Замостя Замойського повіту Люблінського воєводства.
Населення — 441 особа (2011).
У 1975-1998 роках село належало до Замойського воєводства.

## Демографія
Демографічна структура станом на 31 березня 2011 року:
|          | Загалом | Допрацездатний вік | Працездатний вік | Постпрацездатний вік |
| -------- | ------- | ------------------ | ---------------- | -------------------- |
| Чоловіки | 217     | 41                 | 154              | 22                   |
| Жінки    | 224     | 37                 | 122              | 65                   |
| Разом    | 441     | 78                 | 276              | 87                   |